# Proveysieux
Proveysieux település Franciaországban, Isère megyében. Lakosainak száma 519 fő (2022. január 1.). Proveysieux Sarcenas, Saint-Pierre-de-Chartreuse, Fontanil-Cornillon, Mont-Saint-Martin, Quaix-en-Chartreuse, Saint-Égrève és La Sure en Chartreuse községekkel határos.

## Népesség
A település népességének változása:
| Lakosok száma | 218  | 355  | 469  | 511  | 508  | 503  | 507  | 513  | 513  | 519  |
|               | 1968 | 1982 | 1990 | 2006 | 2013 | 2015 | 2017 | 2019 | 2020 | 2022 |